# امیکرون کبوتر
امیکرون کبوتر یک ستاره است که در صورت فلکی کبوتر قرار دارد.